# بر الوالدين
إن بِرَّ الوالدين هو أقصى درجات الإحسان إليهما. فيدخل فيه جميع ما يجب من الرعاية والعناية، وقد أكد الله الأمر بإكرام الوالدين حتى قرن الله سبحانه وتعالى الأمر بالإحسان إليهما بعبادته التي هي توحيده والبراءة عن الشرك اهتماما به وتعظيما له. من روائع الدين الاسلامي تمجيده للبر حتى صار يعرف به، فحقا إن الإسلام دين البر الذي بلغ من شغفه به أن هون على أبنائه كل صعب في سبيل ارتقاء قمته العالية، صارت في رحابه أجسادهم كأنها في علو من الأرض وقلوبهم معلقة بالسماء وأعظم البر ( بر الوالدين ) الذي لو استغرق المؤمن عمره كله في تحصيله لكان أفضل من جهاد النفل يتكون هذا اللفظ من شقين فلنأخذ كل شق على حده.

## مقدمة
البِرُّ لغةً:- بِرُّ :- الخير .الجمع، أبرار: بِرُّ الوالدين (طاعة) الوالدين
البر بالوالدين معناه طاعتهما وإظهار الحب والاحترام لهما، ومساعدتهما وهو الإحسان إليهما، وطاعتهما، وفعل الخيرات لهما،
وقد جعل الله للوالدين منزلة عظيمة لا تعادلها منزلة، فجعل برهما والإحسان إليهما والعمل على رضاهما فرض عظيم، بكل وسيلة ممكنة بالجهد والمال ، والحديث معهما بكل أدب وتقدير، والإنصات إليهما عندما يتحدثان، وعدم التضجر وإظهار الضيق منهما وقد دعا الإسلام إلى البر بالوالدين والإحسان إليهما وذكره بعد الأمر بعبادة الله تعالى .
- قال ذو النون ثلاثة من أعلام البر : بر الوالدين بحسن الطاعة لهما ولين الجناح وبذل المال ، وبر الولد بحسن التأديب لهم والدلالة على الخير ، وبر جميع الناس بطلاقة الوجه وحسن المعاشرة.
- وطلبت أم مسعر ليلة من مسعر ماء فقام فجاء بالكوز فصادفها وقد نامت فقام على رجليه بيده الكوز إلى أن أصبحت فسقاها
- وعن محمد ابن المنكدر قال : بت أغمز ( المراد بالغمز ما يسمى الآن بالتكبيس ) رجلي أمي وبات عمي يصلي ليلته فما سرني ليلته بليلتي، ورأى أبو هريرة رجلا يمشي خلف رجل فقال من هذا ؟ قال أبي قال : لا تدعه باسمه ولا تجلس قبله ولا تمش أمامه.[3]

## الأَدِلّةُ الشّرعِية على بِرِّ الوالِدَين
لقد حرص الإسلام على بر الوالدين وقرن طاعتهما بطاعة الله، بل وجعل إحسان المرء لوالديه من أعلى درجات الإحسان التي بها الأجر والسداد والتوفيق في الدنيا والآخرة، حتى وإن لم يكونا من المسلمين. قد أكَّد الإسلام على بر الوالدين والإحسان إليهما في مواضعَ كثيرة في القرآن والسنة المطهرة.
لقد أوْلى الإسلام اهتماماً كبيراً ببر الوالدين فجعله أعظم وأفضل الأعمال بعد الصلاة المكتوبة، وفي هذا إشارة ولفتة على عظمتهما ودورهما الكبير في حياة الفرد، فهما من أنجباه وتكفلاه بالحب والرعاية والتوجيه والإرشاد، وهما من علماه فكانا له خير قدوة ودليل، وهما من رافقاه في مسيرته الصغيرة حتى ولج إلى حياة الكبار رجلاً راشداً له دوره ومكانته وأهميته.

### أَدِلّةُ بِرِّ الوالِدَينِ في الْقُرْآن
- في سورة البقرة﴿وَإِذْ أَخَذْنَا مِيثَاقَ بَنِي إِسْرَائِيلَ لَا تَعْبُدُونَ إِلَّا اللَّهَ وَبِالْوَالِدَيْنِ إِحْسَانًا وَذِي الْقُرْبَى وَالْيَتَامَى وَالْمَسَاكِينِ وَقُولُوا لِلنَّاسِ حُسْنًا وَأَقِيمُوا الصَّلَاةَ وَآتُوا الزَّكَاةَ ثُمَّ تَوَلَّيْتُمْ إِلَّا قَلِيلًا مِنْكُمْ وَأَنْتُمْ مُعْرِضُونَ ۝٨٣﴾ [البقرة:83]
- في سورة الإسراء﴿وَقَضَى رَبُّكَ أَلَّا تَعْبُدُوا إِلَّا إِيَّاهُ وَبِالْوَالِدَيْنِ إِحْسَانًا إِمَّا يَبْلُغَنَّ عِنْدَكَ الْكِبَرَ أَحَدُهُمَا أَوْ كِلَاهُمَا فَلَا تَقُلْ لَهُمَا أُفٍّ وَلَا تَنْهَرْهُمَا وَقُلْ لَهُمَا قَوْلًا كَرِيمًا ۝٢٣﴾ [الإسراء:23]
- في سورة النساء﴿وَاعْبُدُوا اللَّهَ وَلَا تُشْرِكُوا بِهِ شَيْئًا وَبِالْوَالِدَيْنِ إِحْسَانًا وَبِذِي الْقُرْبَى وَالْيَتَامَى وَالْمَسَاكِينِ وَالْجَارِ ذِي الْقُرْبَى وَالْجَارِ الْجُنُبِ وَالصَّاحِبِ بِالْجَنْبِ وَابْنِ السَّبِيلِ وَمَا مَلَكَتْ أَيْمَانُكُمْ إِنَّ اللَّهَ لَا يُحِبُّ مَنْ كَانَ مُخْتَالًا فَخُورًا ۝٣٦﴾ [النساء:36]
- في سورة لقمان﴿وَوَصَّيْنَا الْإِنْسَانَ بِوَالِدَيْهِ حَمَلَتْهُ أُمُّهُ وَهْنًا عَلَى وَهْنٍ وَفِصَالُهُ فِي عَامَيْنِ أَنِ اشْكُرْ لِي وَلِوَالِدَيْكَ إِلَيَّ الْمَصِيرُ ۝١٤﴾ [لقمان:14]
- في سورة الأحقاف﴿وَوَصَّيْنَا الْإِنْسَانَ بِوَالِدَيْهِ إِحْسَانًا حَمَلَتْهُ أُمُّهُ كُرْهًا وَوَضَعَتْهُ كُرْهًا وَحَمْلُهُ وَفِصَالُهُ ثَلَاثُونَ شَهْرًا حَتَّى إِذَا بَلَغَ أَشُدَّهُ وَبَلَغَ أَرْبَعِينَ سَنَةً قَالَ رَبِّ أَوْزِعْنِي أَنْ أَشْكُرَ نِعْمَتَكَ الَّتِي أَنْعَمْتَ عَلَيَّ وَعَلَى وَالِدَيَّ وَأَنْ أَعْمَلَ صَالِحًا تَرْضَاهُ وَأَصْلِحْ لِي فِي ذُرِّيَّتِي إِنِّي تُبْتُ إِلَيْكَ وَإِنِّي مِنَ الْمُسْلِمِينَ ۝١٥﴾ [الأحقاف:15]
- في سورة العنكبوت﴿وَوَصَّيْنَا الْإِنْسَانَ بِوَالِدَيْهِ حُسْنًا وَإِنْ جَاهَدَاكَ لِتُشْرِكَ بِي مَا لَيْسَ لَكَ بِهِ عِلْمٌ فَلَا تُطِعْهُمَا إِلَيَّ مَرْجِعُكُمْ فَأُنَبِّئُكُمْ بِمَا كُنْتُمْ تَعْمَلُونَ ۝٨﴾ [العنكبوت:8][4]

### أَدِلّةُ بِرّ الوالِدَينِ في السُّنةِ النَّبَويّة
- وقال النبي محمد ﷺ : (من أرضى والديه فقد أرضى الله، ومن أسخط والديه فقد أسخط الله)  (حديث مرفوع) .
- والجنة تحت أقدام الأمهات: جاء رجل إلى النبي يريد الجهاد، فأمره النبي ﷺ أن يرجع ويبر أمه، فأعاد الرجل رغبته في الجهاد، فأمره النبي أن يرجع ويبر أمه. وفي المرة الثالثة، قال له النبي: (ويحك! الزم رِجْلَهَا فثم الجنة) [ابن ماجه].
- وجاء رجل إلى النبي ﷺ فاستأذنه في الجهاد، فقال ﷺ: (أحي والداك؟). قال: نعم. قال النبي: (ففيهما فجاهد) [مسلم]
- وأقبل رجل على الرسول، فقال: أبايعك على الهجرة والجهاد؛ أبتغي الأجر من الله، فقال ﷺ: (فهل من والديك أحد حي؟). قال: نعم. بل كلاهما. فقال النبي ﷺ: (فتبتغي الأجر من الله؟). فقال: نعم. قال النبي محمد ﷺ: (فارجع إلى والديك، فأَحْسِنْ صُحْبَتَهُما) [مسلم].
- وبِرُّ الوالدين من أعظم أبواب الخير، وقد جاء ذلك في الحديث الذي سأل فيه عبد الله بن مسعود النبي قائلاً: أَيُّ الْعَمَلِ أَحَبُّ إِلَى اللهِ؟ قَالَ : "الصَّلاَةُ عَلَى وَقْتِهَا". قال: ثمَّ أيٌّ؟ قال: "ثُمَّ بِرُّ الْوَالِدَيْنِ". قال: ثمَّ أيٌّ؟ قال: "الْجِهَادُ فِي سَبِيلِ اللهِ".[5]

## حُقوقُ الوالِدَينِ
إذا كان من الطبيعي أن يشكر الإنسان من يساعده ويقدم له يد المساعدة، فإن الوالدان هما أحق الناس بالشكر والتقدير، لكثرة ما قدما من عطاء وتفاني وحب لأولادهما دون انتظار مقابل، وأعظم سعادتهما أن يشاهدا أبناءهما في أحسن حال وأعظم مكانة.
وهذه التضحيات العظيمة التي يقدمها الآباء لا بد أن يقابلها حقوق من الأبناء ومن هذه الحقوق التي وردت في القرآن الكريم:
| 1- الطاعة لهما وتلبية أوامرهما والإنفاق عليهما عند الحاجة. 2- التواضع لهما ومعاملتهما برفق ولين وتقديمهما في الكلام والمشي احتراماً لهما وإجلالاً لقدرهما. 3- خفض الصوت عند الحديث معهما وعدم إزعاجهما ان كانا نائمين. 4- استعمال أعذب الكلمات وأجملها عند الحديث معهما . 5- إحسان التعامل معهما وهما في مرحلة الشيخوخة وعدم إظهار الضيق من طلباتهما ولو كانت كثيرة ومتكررة . 6- الدعاء لهما بالرحمة والغفران وعدم مجادلتهما والكذب عليهما. | 7- اختصاص الأم بمزيد من البر لحاجتها وضعفها وسهرها وتعبها في الحمل والولادة والرضاعة. والبر يكون بمعنى حسن الصحبة والعشرة وبمعنى الطاعة والصلة 8- شكرهما الذي جاء مقروناً بشكر الله والدعاء لهما لقوله تعالى: في سورة الإسراء﴿وَاخْفِضْ لَهُمَا جَنَاحَ الذُّلِّ مِنَ الرَّحْمَةِ وَقُلْ رَبِّ ارْحَمْهُمَا كَمَا رَبَّيَانِي صَغِيرًا ۝٢٤﴾ [الإسراء:24]. وأن يؤثرهما على رضا نفسه وزوجته وأولاده. 9- الإحسان إليهما وتقديم أمرهما وطلبهما، ومجاهدة النفس برضاهما حتى وإن كانا غير مسلمين لقوله تعالى: في سورة لقمان﴿وَإِنْ جَاهَدَاكَ عَلَى أَنْ تُشْرِكَ بِي مَا لَيْسَ لَكَ بِهِ عِلْمٌ فَلَا تُطِعْهُمَا وَصَاحِبْهُمَا فِي الدُّنْيَا مَعْرُوفًا وَاتَّبِعْ سَبِيلَ مَنْ أَنَابَ إِلَيَّ ثُمَّ إِلَيَّ مَرْجِعُكُمْ فَأُنَبِّئُكُمْ بِمَا كُنْتُمْ تَعْمَلُونَ ۝١٥﴾ [لقمان:15] |

## عُقُوقُ الوالِدَينِ
وعكس البر العقوق، ونتيجته وخيمة لحديث أبي محمد جبير بن مطعم أن رسول الله قال: { لا يدخل الجنة قاطع }. قال سفيان في روايته: ( يعني قاطع رحم ) [رواه البخاري ومسلم] والعقوق: هو العق والقطع، وهو من الكبائر بل كما وصفه الرسول من أكبر الكبائر وفي الحديث المتفق عليه: { ألا أنبئكم بأكبر الكبائر؟ قلنا بلى يا رسول الله، قال: الإشراك بالله، وعقوق الوالدين. وكان متكئاً وجلس فقال: ألا وقول الزور وشهادة الزور، فما زال يرددها حتى قلنا ليته سكت }. والعق لغة: هو المخالفة، وضابطه عند العلماء أن يفعل مع والديه ما يتأذيان منه تأذياً ليس بالهيّن عُرفاً. وفي المحلى لابن حزم وشرح مسلم للنووي: ( اتفق أهل العلم على أن بر الوالدين فرض، وعلى أن عقوقهما من الكبائر، وذلك بالإجماع ) وعن أبي بكرة عن النبي قال: { كل الذنوب يؤخر الله تعالى ما شاء منها إلى يوم القيامة إلا عقوق الوالدين، فإن الله يعجله لصاحبه في الحياة قبل الموت } رواه الطبراني في الكبير والحاكم في المستدرك وصححاه].

## أحكامٌ شَرْعِيّةٌ خاصّةٌ بِالوالِدَينِ
- لا حد على الوالدين في قصاص أو قطع أو قذف. وللأب أن يأخذ من مال ولده إذا احتاج بشرط أن لا يجحف به، ولا يأخذ شيئاً تعلقت به حاجته. ولا يأخذ من مال ولده فيعطيه الولد الآخر [المغني:6/522]، وإذا تعارض حق الأب وحق الأم فحق الأم مقدم لحديث: { أمك ثم أمك ثم أمك ثم أباك } [رواه الشيخان]، والمرأة إذا تزوجت فحق زوجها مقدم على حق والديها.
- وقال في المقنع: ( وليس للإبن مطالبة أبيه بدين، ولا قيمة متلف، ولا أرش جناية ) قلت: وعلى الوالدين أن لا ينسيا دورهما في إعانة الولد على برهما، وذلك بالرفق به، والإحسان إليه، والتسوية بين الأولاد في المعاملة والعطاء.

## بِرُّ الوالِدَينِ بَعْدَ مَوتِهَما
فالمسلم يبر والديه في حياتهما، ويبرهما بعد موتهما؛ بأن يدعو لهما بالرحمة والمغفرة، وينَفِّذَ عهدهما، ويكرمَ أصدقاءهما.
يحكي أن رجلا من بني سلمة جاء إلى النبي فقال: يا رسول الله، هل بقي من بر أبوي شيء أبرُّهما به من بعد موتهما؟ قال: (نعم. الصلاة عليهما (الدعاء)، والاستغفار لهما، وإيفاءٌ بعهودهما من بعد موتهما، وإكرام صديقهما، و صلة الرحم التي لا توصل إلا بهما) [ابن ماجه].
وحثَّ الله كلَّ مسلم على الإكثار من الدعاء لوالديه في معظم الأوقات، فقال تعالى: في سورة إبراهيم﴿رَبَّنَا اغْفِرْ لِي وَلِوَالِدَيَّ وَلِلْمُؤْمِنِينَ يَوْمَ يَقُومُ الْحِسَابُ ۝٤١﴾ [إبراهيم:41]، في سورة نوح﴿رَبِّ اغْفِرْ لِي وَلِوَالِدَيَّ وَلِمَنْ دَخَلَ بَيْتِيَ مُؤْمِنًا وَلِلْمُؤْمِنِينَ وَالْمُؤْمِنَاتِ وَلَا تَزِدِ الظَّالِمِينَ إِلَّا تَبَارًا ۝٢٨﴾ [نوح:28]
فضل بر الوالِدَينِ
دلت نصوص شرعية على فضل بر الوالدين وكونه مفتاح الخير منها:
1. أنه سبب لدخول الجنة: فعن أبي هريرة عن النبي قال: { رغم أنفه، رغم أنفه، رغم أنفه }، قيل: من يا رسول الله؟ قال: { من أدرك والديه عند الكبر أحدهما أو كليهما ثم لم يدخل الجنة } [رواه مسلم والترمذي].
2. كونه من أحب الأعمال إلى الله: عن أبي عبد الرحمن عبد الله بن مسعود قال: سألت النبي أي العمل أحب إلى الله؟ قال: { الصلاة على وقتها }. قلت: ثم أي؟ قال: { بر الوالدين }. قلت: ثم أي؟ قال: { الجهاد في سبيل الله } [متفق عليه].
3. إن بر الوالدين مقدم على الجهاد في سبيل الله عز وجل: عن عبد الله بن عمرو بن العاص رضي الله عنهما قال: ( أقبل رجل إلى النبي فقال أبايعك على الهجرة والجهاد أبتغي الأجر من الله تعالى، فقال : { هل من والديك أحد حي؟ } قال: نعم بل كلاهما. قال: { فتبتغي الأجر من الله تعالى؟ } قال: نعم. قال: { فارجع فأحسن صحبتهما } ) [متفق عليه] وهذا لفظ مسلم وفي رواية لهما: { جاء رجل فاستأذنه في الجهاد، فقال: أحي والداك؟ قال: نعم. قال: ففيهما فجاهد }.
4. رضا الرب في رضا الوالدين: عن عبد الله بن عمرو بن العاص رضي الله عنهما عن النبي قال: { رضا الرب في رضا الوالدين، وسخط الرب في سخط الوالدين } [رواه الترمذي وصححه ابن حبان والحاكم].
5. في البر منجاة من مصائب الدنيا بل هو سبب تفريج الكروب وذهاب الهم والحزن كما ورد في شأن نجاة أصحاب الغار، وكان أحدهم باراً بوالديه يقدمهما على زوجته وأولاده.

## مقالات ذات صلة
| - القرآن الكريم - الإسلام - أركان الإسلام - توحيد | - أب - أم - دراسات إسلامية - مسلم |

## وصلات خارجية
- http://ar.islamway.net/lesson/24914
- الفتاوى الإسلامية.
- دليل المواقع الإسلامية المتكامل.
- الشبكة الإسلامية.
- موقع الإسلام موقع متعدد اللغات.
- الموسوعة الحديثية الإلكترونية
- بر الوالدين  - موقع صيد الفوائد.